# Benløse Sogn
Benløse Sogn er et sogn i Ringsted-Sorø Provsti (Roskilde Stift).
I 1800-tallet var Benløse Sogn anneks til Ringsted Købstad. Det hørte til Ringsted Herred i Sorø Amt. Benløse sognekommune blev ved kommunalreformen i 1970 indlemmet i Ringsted Kommune.
I Benløse Sogn ligger Benløse Kirke.
I sognet findes følgende autoriserede stednavne:
- Benløse (bebyggelse, ejerlav)
- Benløse Fælled (bebyggelse)
- Benløse Runding (bebyggelse)
- Fluebæk (bebyggelse)
- Hagelbjerggård (landbrugsejendom)
- Haraldsted Sø (vandareal)
- Jordkalv (bebyggelse)
- Kærup (ejerlav, landbrugsejendom)
- Skelhuse (bebyggelse)
- Smålodderne (bebyggelse)